# Rareș-Lucian Niculescu
Rareș-Lucian Niculescu (ur. 29 sierpnia 1976 w Klużu-Napoce) – rumuński polityk, deputowany do Parlamentu Europejskiego VI i VII kadencji.

## Życiorys
Absolwent nauk politycznych, a także administracji publicznej w Școala Națională de Studii Politice și Administrative (krajowej szkole administracji i nauk politycznych w Bukareszcie). Należał do Partii Demokratycznej, przekształconej w 2008 w Partię Demokratyczno-Liberalną. Od 2000 pełnił funkcję doradcy parlamentarnego, następnie dyrektora w urzędzie miejskim Kluż-Napoka, osobistego asystenta ministra administracji i spraw wewnętrznych, a następnie dyrektora gabinetu PD.
W 2007 uzyskał mandat eurodeputowanego. W wyborach w 2009 skutecznie ubiegał się o reelekcję. W VII kadencji przystąpił do grupy Europejskiej Partii Ludowej, został też wiceprzewodniczącym Komisji Rolnictwa i Rozwoju Wsi.